# بل اند راس
بل اند راس (Bell & Ross) یک برند لوکس ساعت است که مبدأ برند آن فرانسه بوده ولی در سوییس طراحی و تولید می‌شود و کارخانه آن در نزدیکی نوشاتل است.
این ساعت جزو ۲۰ برند لوکس ساعت از نظر مجله فوربس است. از انواع مدل و سری‌های این برند می‌توان به br، میلیتاری، مارین و … اشاره کرد.
خالقان این برند بروند بلمیچ و دوست قدیمی اش کارلوس راسیلو بوده‌اند. این برند با وجود تجربه نه چندان بالا «۱۹۹۲» سهم خوبی از بازار محصولات لوکس دارد. به قول مجله watch magazine این برند آیینه ای از طراحی و بیزینس است.